# Newball
Newball – osada i civil parish w Anglii, w Lincolnshire, w dystrykcie West Lindsey. W 2001 civil parish liczyła 54 mieszkańców. Newball jest wspomniana w Domesday Book (1086) jako Neuberie.